# 제주중앙중학교 축구부
제주중앙중학교 축구부는 제주특별자치도 제주시에 위치한 제주중앙중학교의 축구부이다. 

## 같이 보기
- 제주중앙중학교